# Alice Wilson
Alice Evelyn Wilson, MBE, FRSC (Cobourg, 26 de agosto de 1881 – Ottawa, 15 de abril de 1964) foi uma geóloga canadense e a primeira mulher do Canadá formada em geologia. Entre 1913 e 1963, Alice estudou formações rochosas e fósseis da região de Ottawa, o que ainda hoje constitui leitura obrigatória para os estudiosos da área.

## Biografia
Alice nasceu em Cobourg, na província de Ontário em 1881. Foi através das viagens de camping, trilhas e canoagem que Alice fazia com o pai e os irmãos que seu interesse pelos fósseis e formações rochosas surgiu. Sua família a encorajou a estudar e a buscar conhecimento, algo pouco comum para as mulheres da época.
Em 1901, Alice estudava língua inglesa e história a Victoria University, em Toronto, mas não chegou a terminar o ano por conta de problemas de saúde. Mas ela acabou contratada pela divisão de mineralogia do museu da Universidade de Toronto, onde começou sua carreira em geologia. Posteriormente, em 1909, Alice completou os estudos e foi contratada para uma posição permanente como técnica de museu no Serviço Geológico do Canadá (GSC), cuja sede é em Ottawa.
Alice precisou esperar sete anos para finalmente conseguir permissão para conseguir uma pós-graduação em geologia. Eventualmente, a Federação Canadense de Mulheres Universitárias a lhe concedeu uma bolsa de estudos para que pudesse completar seus estudos na Universidade de Chicago, onde defendeu seu doutorado na área em 1929.

## GSC
No Serviço Geológico do Canadá, ela não tinha permissão para ir em trabalhos de campo para regiões remotas, já que ela teria que conviver isolada entre homens. Assim, Alice criou seu próprio núcleo de estudos e trabalhos pela região de Ottawa. Pelos próximos 50 anos, ela percorreu a região a pé, de bicicleta e eventualmente de carro.. O GSC publicou os resultados de seus trabalhos de campo em 1946 como Geology of the St. Lawrence Lowland, Ontario and Quebec, que se tornou a principal publicação na área de geologia do Canadá. Não apenas Alice estudou o substrato, fósseis e formações, como também analisou a parte de exploração de recursos, economia, uso do solo, extração de minérios, areia e de água potável de lençóis freáticos
De 1948 a 1958, Alice foi professora na Universidade Carleton que, reconhecendo seu conhecimento em geologia e seu trabalho inspirador como cientista e professora, lhe concedeu um título honorário em 1960. Um de seus trabalhos consistia em aproximar a geologia do público leigo e para isso ela escreveu um livro infantil chamado The Earth Beneath our Feet, para estimular entre as crianças o interesse pelo conhecimento e pela ciência.

## Aposentadoria e morte
Alice tornou-se uma das mais respeitadas geólogas do GSC e orientou muitos jovens geólogos ao longo da carreira. Ela se aposentou do serviço aos 65 anos de idade, como manda a leia, mas manteve sua sala e seu trabalho até sua morte em 15 de abril de 1964, em Ottawa.

## Legado
Em 1935, Alice se tornou membro da Ordem do Império Britânico, como uma homenagem por serviços prestados ao país. 
In 1935, when the government of R.B. Bennett was looking to honour a woman in the federal civil service, Wilson was chosen to become a Member of the Order of the British Empire.
Em 1991, o Alice Wilson Awards foi criado pela Royal Society of Canada para premiar proeminentes mulheres cientistas. Em 2005, ela foi incluída no Hall da Fama de Ciências e Engenharias do Canadá.